# Guadalmena
Le Guadalmena est une rivière du sud de l'Espagne, un affluent du Guadalimar, dans le bassin du fleuve Guadalquivir.
Le Guadalmena naît dans la Sierra de Alcaraz, à la jonction des rivières La Mesta (de Alcaraz) et Escorial, à Los Batanes, province d'Albacete. Ensuite, il rentre dans la province de Jaén, servant de frontière avec la province de Ciudad Real, où il alimente le réservoir de Guadalmena, avec 346 hm3.